# 韦鲁什 (埃斯塔雷雅)
韦鲁什是葡萄牙阿威罗区埃斯塔雷雅的一个堂区。总面积11.21平方公里，总人口2618人，人口密度233.5人/平方公里。